# Ograničeni rat
Pojam ograničenog rata predstavlja ograničenu upotrebu atomskog oružja u totalnom ratu ili u lokalnom ratu.
Ograničeni rat je pojam nastao nešto kratko Drugog svjetskog rata u SAD-u, a kasnije je prihvaćen i u drugim zemljama, prvo među članicama NATO saveza a onda i među drugim.
Pojam ograničenog rata javlja se kao rezultat ravnoteže snaga između SAD-a i tadašnjeg SSSR-a i postojanja ogromne količine atomskog oružja velike razorne moći čija bi upotreba, u eventualnom ratu, mogla dovesti do katastrofalnih posljedica. 
Razmatranje profesora Szilarda u članku Razoružanje i problem mira (Disarmament and the problem of Peace), objavljenom u Bulletin of the Atomic Scientists, 1955. djelovalo je na razvitak raznih gledišta o ograničenom ratu.
Danas se vjeruje da je teorija o ograničenom ratu neodrživa jer je nemoguće ograničiti atomski rat. Jer ako bi već i počeo, uzrokovao bi lančano reagiranje zaraćenih strana u smislu pitanja rata i mira kao osnovnog problema suvremenog svijeta.